# Craugastor hobartsmithi
Craugastor hobartsmithi es una especie de anfibio anuro de la familia Craugastoridae.

## Distribución geográfica
Esta especie es endémica de México. Habita en los estados de Nayarit, Jalisco, Michoacán y México.

## Etimología
Esta especie lleva el nombre en honor a Hobart Muir Smith.

## Publicación original
- Taylor, 1937 : New species of Amphibia from Mexico. Transactions of the Kansas. Academy of Science, vol. 39, p. 349-363.[5]